# Gostun Point
Der Gostun Point (englisch; bulgarisch нос Гостун nos Gostun) ist eine unvereiste Landspitze an der Nordküste von Snow Island im Archipel der Südlichen Shetlandinseln. Sie liegt 2,5 km westnordwestlich des Karposh Point und 2,5 km ostsüdöstlich des Kap Timblón.
Britische Wissenschaftler kartierten sie 1968. Die bulgarische Kommission für Antarktische Geographische Namen benannte sie 2006 nach dem protobulgarischen Khan Gostun, Vorgänger des Kubrat, des Gründers des Großbulgarischen Reichs im 7. Jahrhundert.